# Triász
A triász a mezozoikum idő legkorábbi időszaka, amely a legújabb sztratigráfiai (rétegtani) vizsgálatok szerint 251,902 ± 0,024 millió évvel ezelőtt (Ma) kezdődött, és 201,3 ± 0,2 millió éve ért véget. A perm időszakot követte, és a jurát előzte meg. Kezdetén zajlott az élővilág történetének legnagyobb ismert kihalási eseménye, a perm–triász kihalási esemény (P-T kihalás) jelöli, majd a triász végén is történt egy jelentős kihalás. A legkorábbi időszakokhoz hasonlóan azok a kőzetpadok, amelyek a triász kezdetét és végét jelzik jól azonosíthatók, és az utóbbi eseményt újabban már pontosabban definiálják.
A triászt a tengeri és szárazföldi fajok kirobbanó adaptív radiációja – azaz az óriási mértékű kihalás miatt kiürült élőhelyek betöltése miatti variálódása, szétrajzása – jellemzi. Ekkor tűntek fel az első hatosztatú virágállatok, ekkor jöhettek létre a virágos növények és ekkor jelentek meg az első repülő gerincesek, a pteroszauruszok az első halgyíkok (Ichtyosauridák), valamint a dinoszauridák is. A triász időszakban éltek továbbá a kavicsfogú álteknősök, amelyeknek legszebb, világhíres maradványát Magyarország területén, a veszprémi Jeruzsálem-hegyi kőfejtőben Laczkó Dezső piarista gimnáziumi tanár találta meg 1899-ben.

## Elnevezés
A triász 1834-ben Friedrich Von Alberti német geológustól kapta latin eredetű nevét (trias), ami a hármas számra, illetve az időszakot elkülönülő három elkülönülő kőrétegre – a vörös üledékre, a laza mészkőre és a fekete üledékre –, utal, melyeket Németországban és Északnyugat-Európában sokhelyütt megtaláltak.

## Ősföldrajz

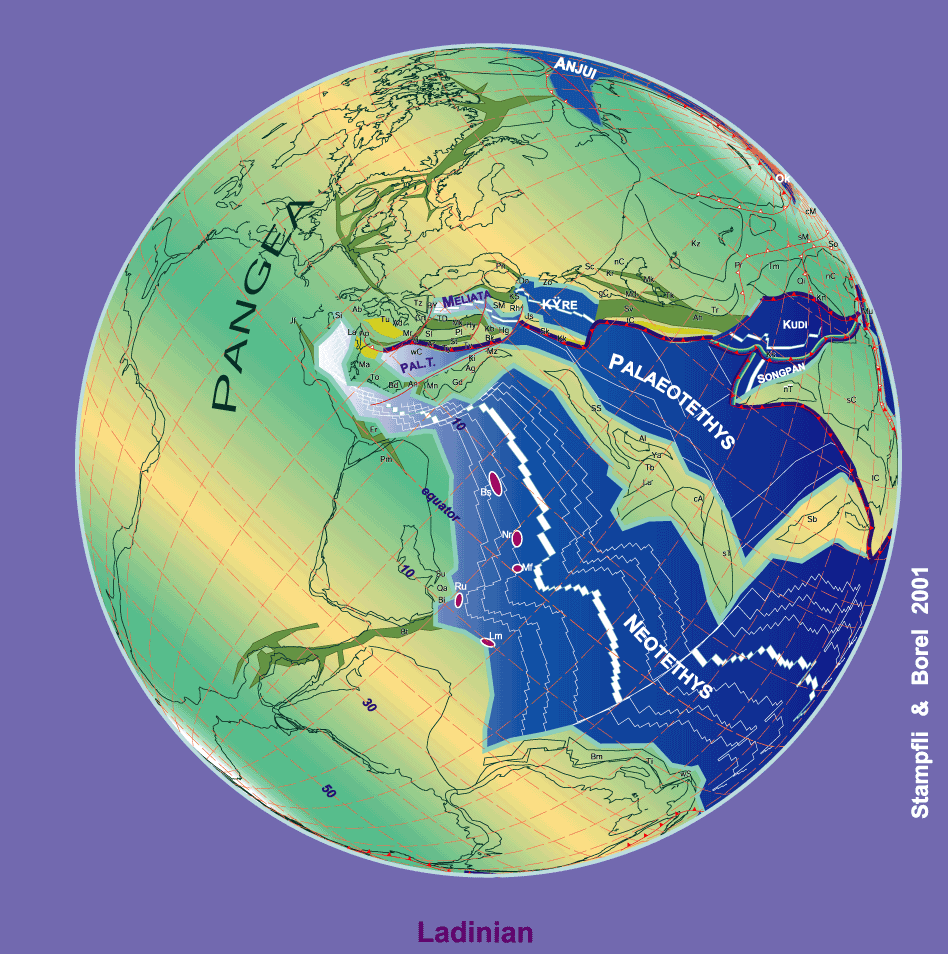
A kőzetlemezek 230 millió évvel ezelőtti állapotának rekonstrukciója

A triász során a Föld szárazföldi területei egyetlen szuperkontinensben, a többé-kevésbé az egyenlítőn elhelyezkedő Pangea-ban egyesültek. Kelet felől egy hatalmas öböl, a Tethys-óceán határolta. Az óceán a középső triász korban egyre inkább nyugat felé terjeszkedett, elfoglalva a paleozoikum idején létezett Paleo-Tethys-óceán területét. Az ezen kívüli partokat körülvevő világóceánt Panthalassának nevezik. Az óceáni lemezek szubdukciós kölcsönhatása miatt az ekkori tengerfenéki lerakódások eltűntek, emiatt a triász nyílt óceánja nagyon kevéssé ismert. A Pangea az időszak során, főként annak vége felé elkezdett kettéválni, de nem különült el teljesen. A hasadék szárazföldi üledékei azt jelzik, hogy a folyamat a mai New Jersey-t Marokkótól elválasztó területen kezdődött el a késő triász idején – az Egyesült Államokban levő Newark-csoportban ma is láthatók a kettéválás nyomai. Mivel a partvonal az egyetlen szuperkontinensre korlátozódik, a triász időszaki tengeri lerakódások még az elsőként tanulmányozott nyugat-európai kiemelkedés ellenére is meglehetősen ritkák. Észak-Amerikában például a tengeri lerakódások csak néhány nyugaton levő kibúvásnál találhatók meg. Emiatt a triász rétegtanilag leginkább az olyan élőlényeken alapul, mint az Estheria rákok, melyek a lagúnákban és a túlsós sekélyvizű tavakban, a partok mentén éltek.
A késő triászig önálló lemez volt Kimméria, a kora triásztól pedig Tisia, a teljes triászban követhető a Pelso-blokk fejlődése. Ezek a mai Kárpát-medence felépítésének fontos szerkezeti elemei.

### Afrika
A mezozoikum kezdetén Afrika a Föld többi kontinenséhez kapcsolódott, a Pangea részeként. Afrikára a szuperkontinens aránylag egységes faunája volt jellemző, melyet az időszak végére már a dinoszauruszok theropoda, prosauropoda és kezdetleges madármedencéjű csoportjai uraltak.
A késő triász kor fosszíliáit Afrikaszerte megtalálták, de délen gyakrabban fordulnak elő, mint északon. A triászt a jurától elválasztó határ egy globális becsapódással együtt járó kihalási esemény bekövetkezését jelzi, azonban az időszak afrikai rétegét alaposabban nem tanulmányozták.

## Éghajlat

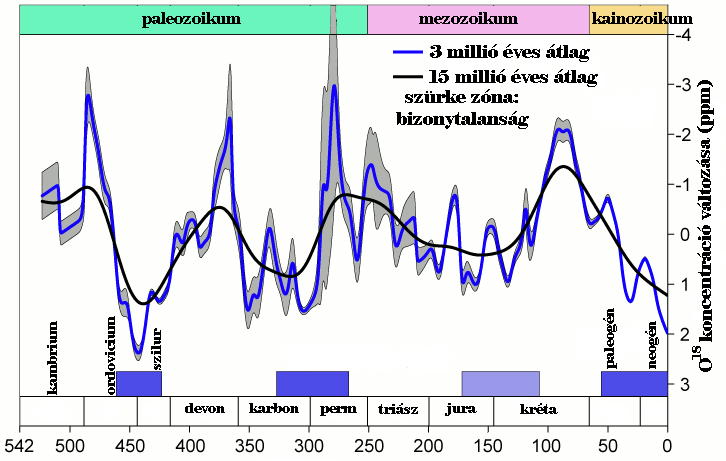
Éghajlatdiagram az utóbbi félmilliárd évről

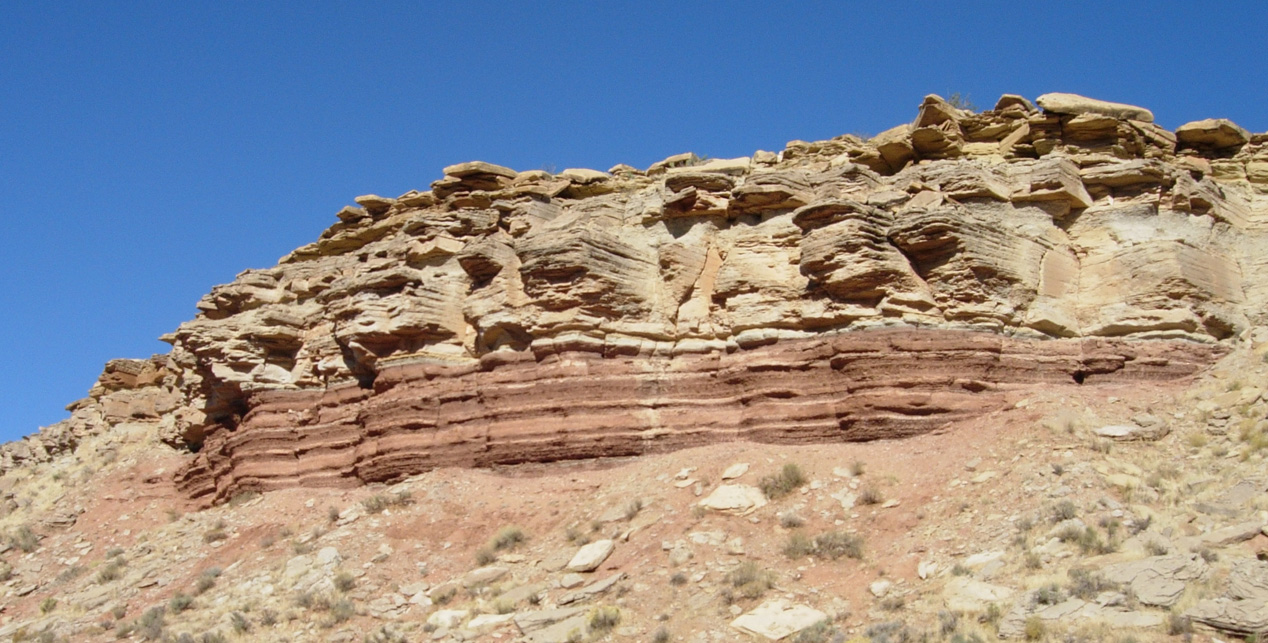
A középső triász szélső tengeri rétege Utah délnyugati részén

A triász időszak a permmel szemben kiegyenlítettebb, melegebb éghajlatú volt. Az északi féltekén száraz, meleg, helyenként pedig olyan sivatagi éghajlatra utaló jelek találhatók, mint a tarka és vörös homokkövek, a gipszes rétegek alján levő szélfújta kőzetek, valamint az éles kavicsok. A déli féltekén csapadékban gazdag éghajlatot jelző kőszéntartalmú rétegek is előfordulnak, de a sivatagi homokkövek száraz éghajlatú területeket is jeleznek. A triász időszaki Földön három nagyobb éghajlati öv különíthető el:
- Az északi félteke száraz éghajlati öve, amelyhez a mai Kelet-Európában a Kelet-európai-síkság déli része, a Germán- és a Nyugat-mediterrán medenceterület, továbbá Észak-Amerika déli része tartozik. A déli félgömbön hasonló klímájú terület a mai Dél-Amerika északi részén és Közép-Afrikában található.
- A trópusi nedves övhöz a Tethys-óceán északi szegélye, valamint Ázsiában Indokína kőszénterületei tartoznak. A déli félgömbön ennek az övnek a megfelelőjét Dél-Amerikában, Dél-Afrikában, valamint Közép-Ausztrália kőszenes területein, mérsékelten nedves öv formájában lehet fellelni.
- Az északi sarkvidéken nedves és mérsékelt éghajlat uralkodott. Nincs bizonyíték eljegesedésre sem a sarkokon, sem azok közelében; a körülmények megfelelőek voltak a hüllőszerű élőlényeknek.

A Pangea nagy területe korlátozta a globális óceán mérséklő hatását; a kontinentális éghajlat erősen elkülönülő évszakokból, nagyon forró nyárból és hideg télből állt. Valószínű, hogy az erős, az egyenlítőt is átszelő monszunok jellemzők voltak.

## Élővilág

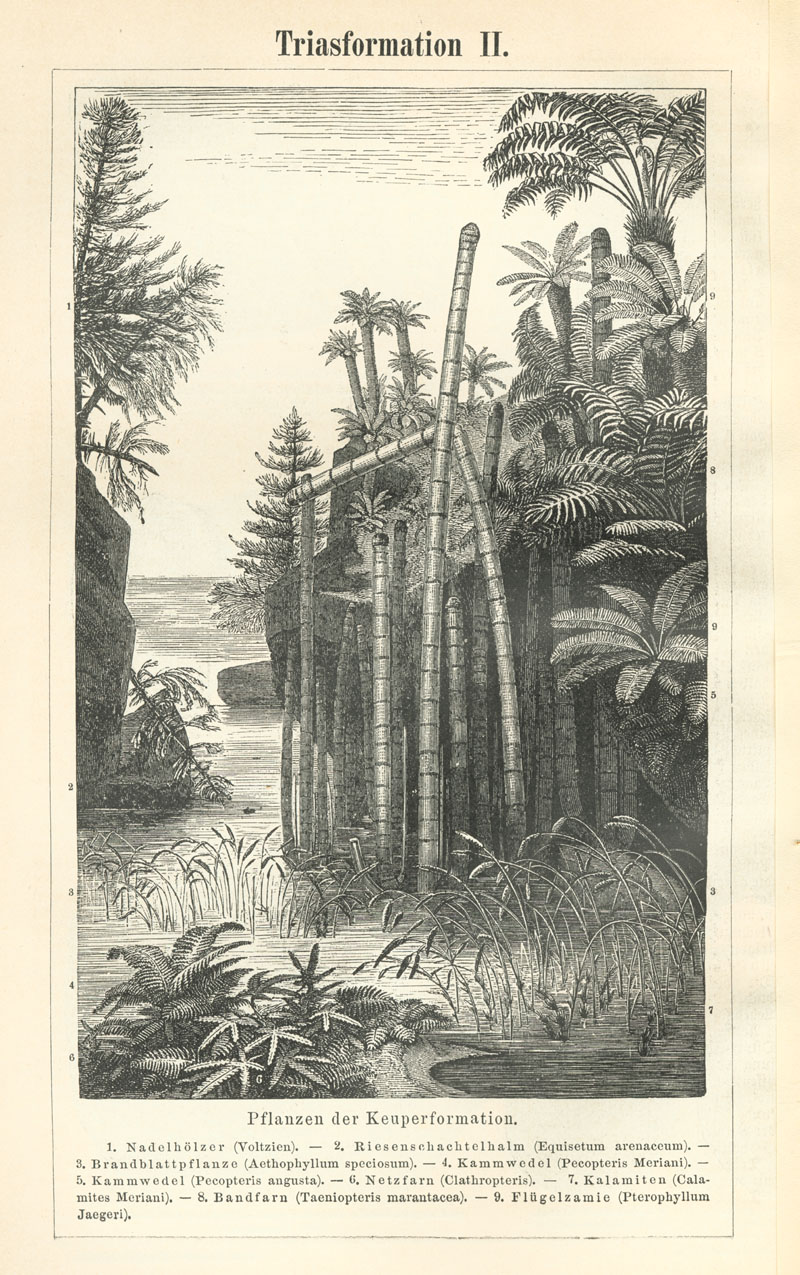
A triász flórája a Meyers Konversations-Lexikonban (1885-90)

A triász időszaki fosszilis rekordban három élőlénycsoport különböztethető meg: a perm-triász kihalás túlélői, a kihalás haszonélvezőiként rövid ideig virágzó életformák, valamint az újonnan létrejött csoportok, melyek a mezozoikum domináns lényeivé váltak.

### Flóra
A szárazföldön a túlélő növények, közé tartoztak a korpafüvek, a domináns cikászok, a páfrányfenyőfélék (melyeket napjainkban a Ginkgo biloba képvisel) és a Glossopteridales rend tagjai. A szárazföldi flórát a virágos vagy magvas növények kezdték uralni; az északi félgömbön pedig elterjedtek a tűlevelűek. A kora triász korban a déli félgömb domináns fája a Glossopteris (egy magvaspáfrány) volt.

### Tengeri fauna
A tengerekben a kora triász idején megjelentek az első modern korallok, melyek a maiakhoz hasonló de azoknál és a devon időszakiaknál egyaránt kisebb zátonyokat képeztek. A héjas fejlábúak egy csoportja, az ammoniteszek túlélték a kihalást, és látványos fejlődésbe kezdtek. A halak faunája a sok családot elpusztító kihalássorozat következményeként rendkívül egységessé vált. A tengeri hüllők azonban meglepő változatosságról tettek tanúbizonyságot. Közéjük tartozott a sauropterygia csoport, melynek részét képezték a (középső triász idején, főként a Tethys-óceánban gyakori) pachypleuroszauruszok, a nothoszauruszok, a kavicsfogú álteknősök és a gyíkszerű thalattoszauruszok (askeptosauridák) révén az első plezioszauruszok, de a kora triász kor tengereiben léptek színre az igen sikeressé vált ichthyoszauruszok is, melyek hamarosan sokfélévé váltak, és csoportjuk egyes tagjai a késő triász idejére hatalmas méreteket értek el.

### Szárazföldi fauna
A perm-triász kihalás letarolta a szárazföldi élővilágot. A biodiverzitást visszaállította a túlélő taxonok beáramlása, ezek azonban rövid életűek voltak. A változatos életközösségek összetett táplálékláncainak újraépülése 30 millió évet vett igénybe.
A temnospondyli kétéltűek túlélték a kihalást, egyes csoportjaik (például a trematosaurusok) virágzása a kora triász elejére esett, míg mások (például a capitosaurusok) az egész időszak során sikeresek maradtak vagy csak a késő triász idejére váltak elterjedtté (ahogy a plagiosauridák és a metoposauridák). A modern lissamphibia kétéltűek és köztük az első békák már a kora triászban megjelentek, de csak a jura időszakban kezdtek elterjedni, amikor a temnospondylik már nagyon megritkultak.

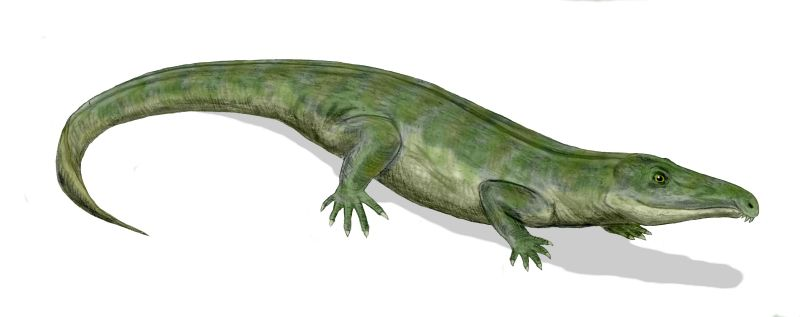
Az Archosauromorpha csoportba tartozó húsevő hüllő, a kora triász kori Proterosuchus rekonstrukciója

Az archosauromorpha hüllők és főként az archosaurusok csoportja ekkortájt váltotta fel a permet uraló synapsidákat. Azonban a kora triász kori (olenyoki és anisusi korszakbeli) Gondwana jellegzetes csúcsragadozója még a Cynognathus volt, de a kannemeyeriida dicynodontiák és a gomphodontia cynodontiák is az időszak fontos növényevői maradtak. A triász végére azonban a synapsidák az ökoszisztéma apró részévé váltak. A karni korszak (a késő triász első része) során egyes fejlettebb cynodontiák átadták a helyüket az első emlősöknek. Ekkorra az addig kicsi és jelentéktelen Ornithodira klád indult fejlődésnek, és a pteroszauruszok révén az őshüllők meghódították az eget, de belőlük alakult ki a dinoszauruszok változatos csoportja is. A Crurotarsi archosaurus csoport szintén fontossá vált, a késő triászra a phytosaurusok, az aetosaurusok, a Rauisuchia különféle fejlődési vonalai, valamint az első krokodilok (Sphenosuchia) révén a sokféleségük elérte a tetőfokát. Eközben a zömök növényevő rhynchosaurusok, valamint a kis és közepes méretű rovar-, illetve halevő prolacertiformesek a triász legnagyobb részére fontos bazális archosauromorpha csoportokká váltak.

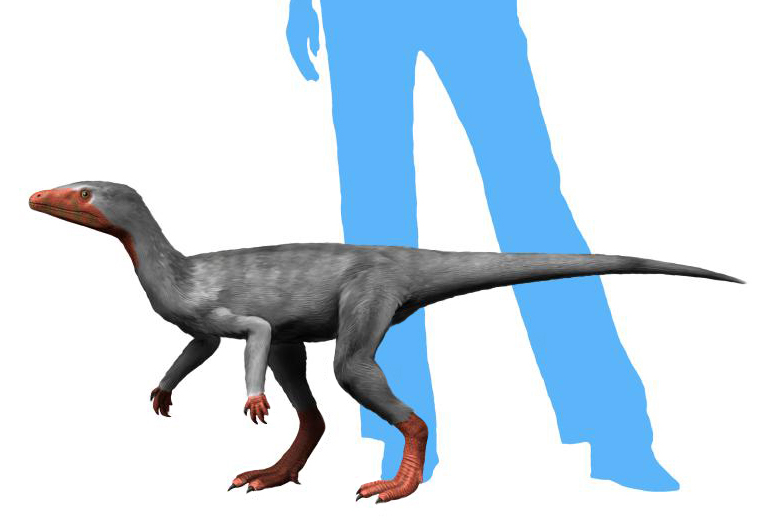
Egy késő triász kori dinoszaurusz, az Eoraptor rekonstrukciója

A többi hüllő mellett a nori korszakban (a késő triász közepén) megjelentek a Proganochelyshez és a Proterochersishez hasonló legkorábbi teknősök. A fosszilis rekord valamivel korábbi (karni korszakbeli) részéről ismertek a Lepidosauromorpha és főként a Sphenodontia csoport első tagjai. A kis gyíkszerű növényevők fontos csoportja volt a Procolophonidae család.
Az archosaurusok melyek eleinte ritkák voltak a középső triász idején elkezdték kiszorítani a perm szárazföldi ökoszisztémáit uraló therapsidákat. Ez a „triász időszaki hatalomátvétel” a túlélő therapsidákat és emlősformájú leszármazottaikat egyaránt arra kényszerítette, hogy kicsi és főként éjszakai életmódot folytató rovarevőkké váljanak; de valószínűleg ennek köszönhetően fejlődött ki náluk a szőrzet és a magasabb metabolikus arány is.

## Szén
A triász időszak kezdeténél világszerte hiányzik a szén. Ez az úgynevezett „szénrés” a perm–triász kihalási esemény részének tűnik. A perm-triász határnál levő hirtelen tengerszint csökkenés is ennek következménye lehet. A korábbi perm időszak során a forró sivatagi körülmények közreműködtek a számos beltenger párolgásában és kiáradásában, és talán cunamikat okoztak, amik a tengerszint csökkenését eredményezték. Az Egyesült Államok délnyugati részén nagy sómedencék találhatók, Kanada középső részén pedig igen nagy méretű sómedencék létét feltételezik.
Közvetlenül a határ felett a glossopteris flóra nagy részét hirtelen kiszorította Ausztrália nagy kiterjedésű tűlevelű flórája, amihez új fajok, köztük korpafüvek tartoztak. A tűlevelűek Eurázsiában is gyakorivá váltak. E tűlevelű csoportok mindegyike helyi fajokból fejlődött ki, mivel e növények igen nehezen képesek átjutni az óceánon, amely több százmillió éven át, főként a jelenkorhoz közeledve elválasztotta az adott területeket. Délen a kőtiszafafélék voltak jellemzőek, északon pedig a borókák, és az örökzöld mamutfenyők. A merülési vonal áthalad az Amazonas-medencén, a Szaharán, valamint az Arab-félszigettől, Indiától, Thaiföldtől és Ausztráliától északra. Felvetődött, hogy a tűlevelűeket egy éghajlati határ választotta el, de a vízi határ sokkal valószínűbb. Ha így is volt, a keskeny vízi határok közrejátszhattak a szénhiány kialakulásában. A forró éghajlat fontos kiegészítő tényező lehetett az Antarktisz vagy a Bering-szoros területén. A haraszt és korpafű spórák mennyiségében az érték megugrása figyelhető meg közvetlenül a perm végét követően. Emellett a gombaspórák mennyisége is azonnal megnövekszik a perm-triász határ után. Ez a megugrás 50 000 évig tarthatott Olaszország és 200 000 évig Kína területén, és biztosan közrejátszott az éghajlat felmelegedésében.
Amennyiben így történt, valaminek a katasztrófa mellett közre kellett működnie a szénhiány kialakulásában, ugyanis a gombák képesek eltüntetni az elpusztult növényeket és a legtöbb trópusi helyen évtizedeken belül szénné alakuló üledéket. Amellett, hogy a gombaspórák mennyisége fokozatosan növekedett, a hasonlóságuk mértéke csökkent. Emellett nagy mennyiségű fás töredék is előkerült. Mindkét jelenség a növényzet széles körű pusztulására utal. Bármi is okozta a szénhiányt, Észak-Amerikában 25 millió évvel korábban kellett kezdődnie.

## Csúcslelőhely

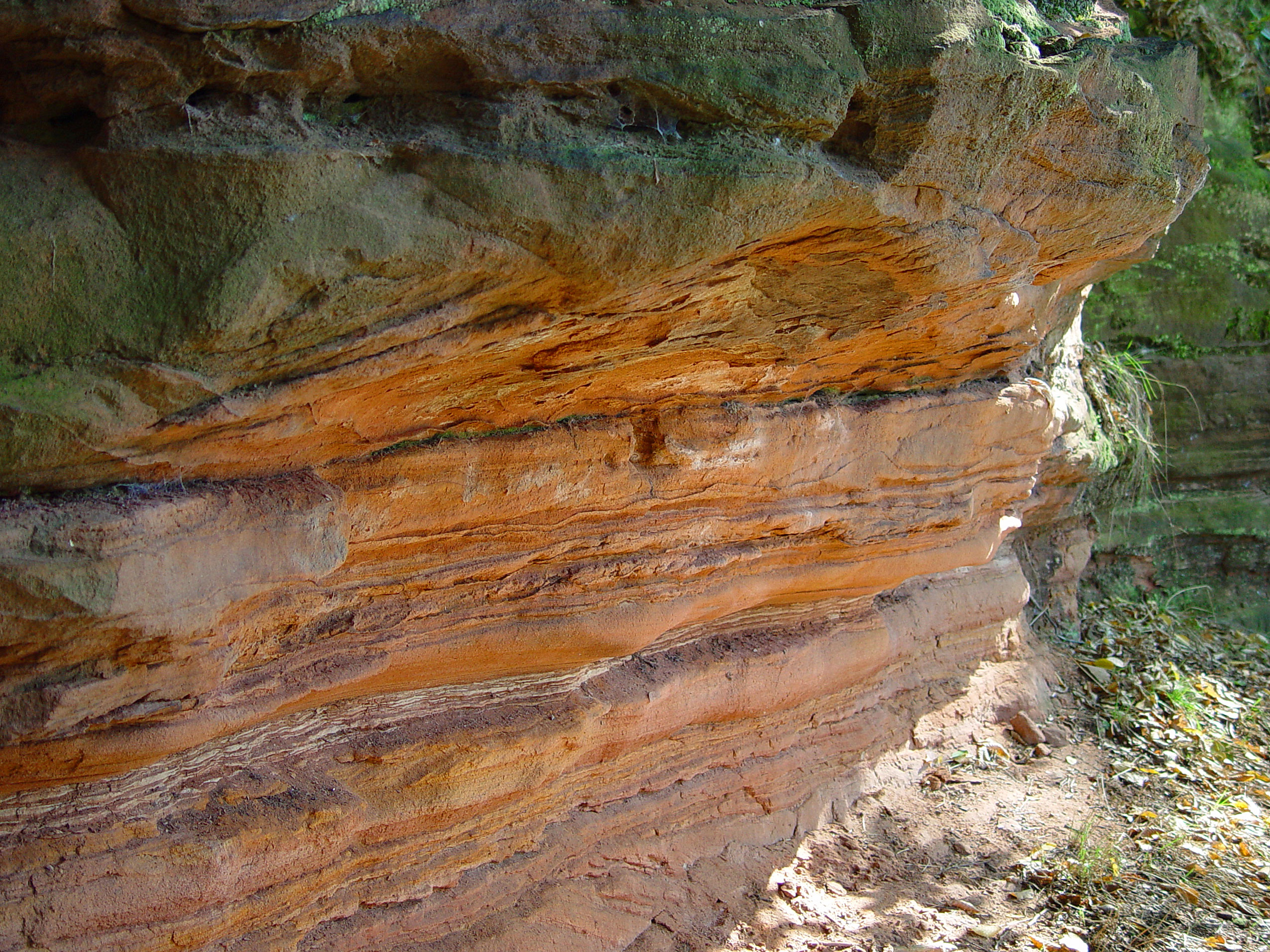
Triász időszaki homokkő a németországi Stadtroda közelében

A Monte San Giorgio csúcslelőhely, amely jelenleg az észak-olaszországi Luganói-tóban és Svájcban található, a triász idején egy zátonyok mögötti lagúna volt, amihez egy oxigénszegény fenékréteg tartozott, így sem a dögevők, sem az áramlás nem zavarta a fosszilizációt, ahogy a jobban ismert jura időszaki Solnhofen-mészkő esetében. A halak és különböző a tengeri hüllők (köztük a gyakori pachypleurosaurus Neusticosaurus és a hosszú nyakú archosauromorpha, a Tanystropheus) mellett szárazföldi állatok, például a Ticinosuchus és a Macrocnemus maradványai is előkerültek. E fosszíliák az anisusi, illetve ladin korszakbeli tengerelöntésből (körülbelül 237 millió évvel ezelőttről) származnak.

## Késő triász kori kihalási esemény
A triász időszak egy tömeges kihalással ért véget, ami főként az óceánokat érintette súlyosan, ahol az ichthyoszauruszok és a plezioszauruszok kivételével valamennyi tengeri hüllő kipusztult. Az olyan gerinctelenek, mint a pörgekarúak, a csigák és a puhatestűek szintén nagy veszteségeket szenvedtek. A Chicagói Egyetem őslénykutatója, Jack Sepkoski szerint az óceánokban a családok 22%-a és a nemek közel fele eltűnt.
A triász végi kihalási esemény a szárazföldi ökoszisztémákat nem egyformán érintette, több fontos crurotarsi klád (korábban a thecodontiák közé besorolt nagyméretű archosaurus) eltűnt, ahogy a nagy labyrinthodontia kétéltűek, a kis hüllők csoportjai és (az emlősök előfutárait kivéve) egyes synapsidák is. A korai, kezdetleges dinoszauruszok némelyike szintén kihalt, de az alkalmazkodóbbak fennmaradtak és a jura időszakban tovább fejlődtek. A túlélő növények, köztük a tűlevelűek és a cikászok uralni kezdték a mezozoikum világát.
A késő triász kori kihalás oka nem teljesen ismert. Az okok között lehetnek azok az óriási vulkánkitörések, amelyek (az argon-argon kormeghatározás alapján) körülbelül 202–191 millió évvel ezelőtt a Pangea feldarabolódását kísérték, létrehozva az Atlanti-óceán közepén levő magmatikus tartományt, az egyik legnagyobb ismert szárazföldi vulkanikus területet, ami a bolygó lehűlése és megszilárdulása óta létrejött. Az Atlanti-óceán kinyílásának kezdetét jelentő, az őskontinens északi területein elkezdődő riftesedést trapp-vulkanizmus kísérte. A légkörbe kerülő nagy tömegű szén-dioxid, illetve a légkör oxigén tartalmának a mai értékhez képest majd a felére csökkenése, az erőteljes felmelegedés és a világóceán savas kémhatásának növekedése, valamint az óceáni anoxia miatt a triász végi kihalás a földtörténet öt legnagyobb kihalási eseménye közé tartozik.
Egy másik lehetséges, de kevésbé valószínű ok a kihalási eseményre vonatkozóan a globális lehűlés vagy egy kisbolygó becsapódása egy, a kanadai Québecben levő kráterbe. Azonban a Manicouaga becsapódási kráternél végzett újabb kutatások kimutatták, hogy a becsapódási olvadék 214 ± 1millió éve keletkezett. A triász-jura határ viszont az újabb, pontosabb kormeghatározás alapján 201,58 ± 0,28 millió éves. Mindkét dátumot a radiometrikus kormeghatározás precízebb változataival állapították meg, amelyek a becsapódási helyen levő cirkonná lebomló uránt vizsgálják. A bizonyíték alapján a Manicouaga-becsapódás 10 ± 2 millió évvel megelőzte a triász végét. Emiatt ez az esemény nem tekinthető a kihalási esemény közvetlen okának.
A késő triász kori kihalások száma viták tárgyát képezi. Egyes tanulmányok szerint legalább két, 12-17 millió év közötti hosszúságú kihalási időszak volt a triász vége felé. Ez azonban ellentmond az észak-amerikai faunákon végzett újabb vizsgálatoknak. Az Északkelet-Arizonában levő Petrified Forest Nemzeti Parkban a késő karni–kora nori korszakok egyedi szárazföldi üledékei találhatók. Egy elemzés nem mutatott ki jelentős változást az őskörnyezetben. A phytosaurusok fosszíliái, melyek errefelé a leggyakoribbak, csak a nemek szintjén változtak meg, a fajok száma ugyanannyi maradt. A második leggyakoribb négylábúak, az aetosaurusok voltak. A phytosaurusok és az aetosaurusok a triász végi kihalási eseményt túlélő dinoszauruszoktól eltérően a teljesen kipusztult archosaurus hüllőcsoportok közé tartoztak.
Valószínű, hogy a karni korszak végén volt egy tömeges kihalás, melynek során több növényevő archosauromorpha-csoport is kihalt. A nagy növényevő therapsidák, a kanemeyeriida dicynodontiák és a traversodontida cynodontiák, melyek Pangea északi részén (Laurázsiában) éltek, nagyon megfogyatkoztak.
A triász időszakban és annak végén bekövetkezett kihalások lehetővé tették a dinoszauruszok számára, hogy több üresen maradt ökológiai fülkét is betöltsenek. A dinoszauruszok domináns, nagy és változatos csoporttá váltak, és azok is maradtak a következő 150 millió év során. A „dinoszauruszok kora” azonban inkább a jura és a kréta időszakra esett, mint a triászra.

## Tagolása
A triászt geokronológiailag késő triász, középső triász és kora triász korra osztják fel (rétegtanilag: felső triász, középső triász és alsó triász). E korok az alábbi korszakokra oszthatók tovább :
- Késő triász (Tr3)
  - Rhaeti korszak: ~208,5 – 201,3 ± 0,2 Ma
  - Nori korszak: ~227 – ~208,5 Ma
  - Karni korszak: ~237 – ~227 Ma
- Középső triász (Tr2)
  - Ladin korszak: Jelen
  - Anisusi korszak: 247,2 – ~242 Ma
- Kora triász (Szkítiai)
  - Olenyoki korszak: 251,2 – 247,2 Ma
  - Indusi korszak: 251,902 ± 0,024 – 251,2 Ma

## Fordítás
- Ez a szócikk részben vagy egészben a Triassic című angol Wikipédia-szócikk ezen változatának fordításán alapul.  Az eredeti cikk szerkesztőit annak laptörténete sorolja fel. Ez a jelzés csupán a megfogalmazás eredetét és a szerzői jogokat jelzi, nem szolgál a cikkben szereplő információk forrásmegjelöléseként.